# 鷲宮郵便局
鷲宮郵便局（わしのみやゆうびんきょく）は、埼玉県久喜市にある郵便局。民営化前の分類では無集配特定郵便局であった。

## 概要
住所：〒340-0217 埼玉県久喜市鷲宮4-1-6
旧鷲宮町時代、行政上の地名は「わしみや」、郵便局名や神社名、JR東日本や東武鉄道の駅名は「わしのみや」と読みが異なっていたが、久喜市との合併を機に行政地名も「わしのみや」と読むことになった。

## 沿革
- 1879年（明治12年）12月1日 - 鷲宮郵便局（五等）として開設[2]。
- 1885年（明治18年）10月1日 - 貯金取扱を開始。
- 1888年（明治21年）4月30日 - 廃止。
- 1902年（明治35年）3月10日 - 鷲宮郵便受取所として再設置。
- 1905年（明治38年）4月1日 - 鷲宮郵便局（三等）となる。
- 1972年（昭和47年）3月15日 - 電話交換業務を久喜電報電話局に、和文電報配達業務を久喜、加須、幸手の各電報電話局にそれぞれ移管[3]。
- 1981年（昭和56年）8月 - 局舎新築。
- 2007年（平成19年）
  - 3月19日 - 集配業務を久喜郵便局に移管[4]。
  - 10月1日 - 民営化。
- 2022年（令和4年）12月18日 - 郵便ポスト脇にらき☆すた登場人物の柊つかさの繊維強化プラスチック製等身大像が設置された[5][6]。

## 取扱内容
- 郵便、印紙、ゆうパック
- 貯金、為替、振替、振込、国際送金、国債
- 生命保険、バイク自賠責保険
- ゆうちょ銀行ATM

## 周辺
- 久喜市鷲宮総合支所（旧・鷲宮町役場）
- 久喜市立鷲宮図書館・郷土資料館（旧・鷲宮町立図書館・郷土資料館。同一の建物）
- 鷲宮神社
  - 大酉茶屋わしのみや（現・大酉茶屋田々）
- 久喜市立砂原小学校
- 久喜市立鷲宮中学校
- 埼玉県道410号鷲宮停車場線
- 葛西用水路
- 青毛堀川

## アクセス
- 東武伊勢崎線 鷲宮駅から北東へ約700m（徒歩約10分）
- 東北自動車道 久喜ICから北へ約5km、加須ICから南東へ約4.5km
- 駐車場あり：18台